# 三宅村

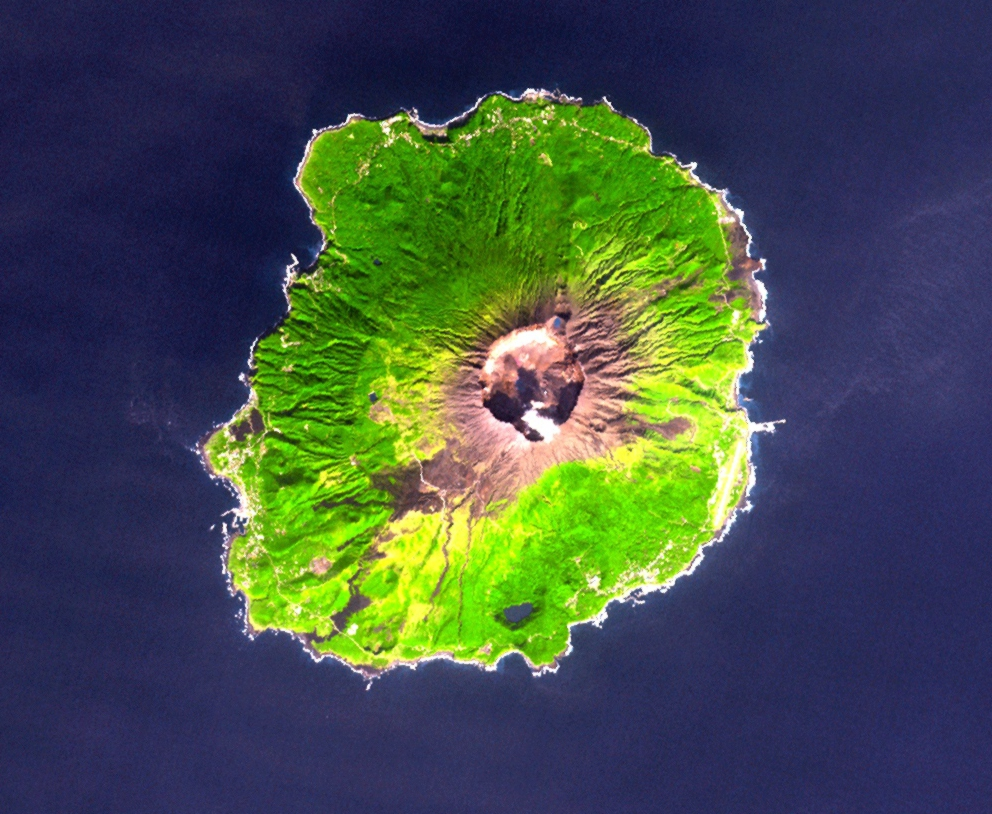
三宅島

三宅村（みやけむら）は、東京都の島嶼部に位置する村。
伊豆諸島を構成し、所属する郡はなく「東京都三宅村」が正式な表記である。所管する東京都の支庁は三宅支庁。

## 地理
伊豆諸島の北部に位置する三宅島及び無人島の大野原島を村域とする。2000年に雄山が噴火し、全島避難したことで知られる。
- 山：雄山
- 岬：サダドー岬

## 歴史

### 年表[1]
- 1876年（明治9年） - 静岡県に属す。
- 1878年（明治11年） - 東京府に移管。
- 1923年（大正12年）10月1日 - 島嶼町村制施行。三宅島、大野原島を所管する出先機関は大島島庁（後に大島支庁）となり、伊豆村、神着村、伊ヶ谷村、阿古村、坪田村の5村が置かれる。
- 1940年（昭和15年） - 三宅島大噴火。
- 1943年（昭和18年）4月1日 - 大島支庁から分立、三宅支庁となる。
- 1946年（昭和21年）10月1日 - 伊豆村、神着村、伊ヶ谷村が合併し三宅村成立。
- 1956年（昭和31年）2月1日 - 三宅村、阿古村、坪田村が合併し、新・三宅村成立。
- 1962年（昭和37年） - 雄山大噴火。
- 1966年（昭和41年） - 三宅島空港完成。
- 1969年（昭和44年）6月27日 - 町章を制定[2]。
- 1983年（昭和58年） - 二男山、新澪池、新鼻大噴火。
- 1989年（平成元年） - 三宅村非核平和宣言[3]。
- 1993年（平成5年） - 三宅村役場新庁舎落成。
- 2000年（平成12年） - 雄山が噴火、住民は全員島外へ避難[4]。
- 2005年（平成17年） - 避難命令解除、住民が復帰を始める。
- 2010年（平成22年） - 帰島5周年記念式典挙行。島内全域に光ファイバーケーブル網敷設。
- 2013年（平成25年） - 東京都三宅支庁新庁舎落成。
- 2015年（平成27年） - 帰島10周年記念式典挙行。村民憲章制定[5]。島内全居住地区の規制解除[6]。

### 行政区域変遷
| 三宅村村域の変遷（年表） | 三宅村村域の変遷（年表） | 三宅村村域の変遷（年表） |
| 年                       | 月日                     | 現三宅村村域に関連する行政区域変遷 |
| ------------------------ | ------------------------ | --- |
| 1923年（大正12年）       | 10月1日                  | 島嶼町村制施行。以下の村がそれぞれ発足。 - 伊豆村 ← 伊豆村単独で村制施行 - 神着村 ← 神着村単独で村制施行 - 伊ヶ谷村 ← 伊ヶ谷村単独で村制施行 - 阿古村 ← 阿古村単独で村制施行 - 坪田村 ← 坪田村単独で村制施行 |
| 1926年（大正15年）       |                          | 大島島庁から大島支庁になる。 |
| 1940年（昭和15年）       | 4月1日                   | 伊豆諸島の島嶼町村制が普通町村制に移行。 |
| 1943年（昭和18年）       | 4月1日                   | 大島支庁から分立し三宅支庁になる。 |
| 1943年（昭和18年）       | 7月1日                   | 東京都制施行により、東京府、東京市が合併し東京都が発足。 |
| 1946年（昭和21年）       | 10月1日                  | 伊豆村・神着村・伊ヶ谷村が合併し三宅村が発足。 |
| 1956年（昭和31年）       | 2月1日                   | 三宅村・坪田村・阿古村が合併し三宅村が発足。 |

| 三宅村村域の変遷表 | 三宅村村域の変遷表 | 三宅村村域の変遷表 | 三宅村村域の変遷表     | 三宅村村域の変遷表    | 三宅村村域の変遷表 | 三宅村村域の変遷表 |
| 1923年 以前        | 1923年 以前        | 大正12年 10月1日   | 大正12年 - 昭和64年    | 大正12年 - 昭和64年   | 平成               | 令和               |
| ------------------ | ------------------ | ------------------ | ---------------------- | --------------------- | ------------------ | ------------------ |
|                    | 伊豆村             | 伊豆村             | 昭和21年10月1日 三宅村 | 昭和31年2月1日 三宅村 | 三宅村             | 三宅村             |
|                    | 神着村             | 神着村             | 昭和21年10月1日 三宅村 | 昭和31年2月1日 三宅村 | 三宅村             | 三宅村             |
|                    | 伊ヶ谷村           | 伊ヶ谷村           | 昭和21年10月1日 三宅村 | 昭和31年2月1日 三宅村 | 三宅村             | 三宅村             |
|                    | 坪田村             | 坪田村             | 坪田村                 | 昭和31年2月1日 三宅村 | 三宅村             | 三宅村             |
|                    | 阿古村             | 阿古村             | 阿古村                 | 昭和31年2月1日 三宅村 | 三宅村             | 三宅村             |

### 災害
火山の島にある自治体であり、噴火による災害の発生は今後も予見される。
また、島外からもたらされる自然災害として、今後発生が見込まれている南海トラフ巨大地震により、村の海岸に最大9mの津波が到達することが予想されている。

## 人口
| |                                        |  |
| 三宅村と全国の年齢別人口分布（2005年） | 三宅村の年齢・男女別人口分布（2005年） |  |
| ■紫色 ― 三宅村 ■緑色 ― 日本全国 | ■青色 ― 男性 ■赤色 ― 女性              |  |
| 三宅村（に相当する地域）の人口の推移 \| 1970年（昭和45年） \| 4,857人 \| \| \| 1975年（昭和50年） \| 4,631人 \| \| \| 1980年（昭和55年） \| 4,228人 \| \| \| 1985年（昭和60年） \| 4,167人 \| \| \| 1990年（平成2年） \| 3,911人 \| \| \| 1995年（平成7年） \| 3,831人 \| \| \| 2000年（平成12年） \| 0人 \| \| \| 2005年（平成17年） \| 2,439人 \| \| \| 2010年（平成22年） \| 2,676人 \| \| \| 2015年（平成27年） \| 2,482人 \| \| \| 2020年（令和2年） \| 2,273人 \| \| |                                        |  |
| 総務省統計局 国勢調査より |                                        |  |
| 1970年（昭和45年） | 4,857人                                |  |
| 1975年（昭和50年） | 4,631人                                |  |
| 1980年（昭和55年） | 4,228人                                |  |
| 1985年（昭和60年） | 4,167人                                |  |
| 1990年（平成2年） | 3,911人                                |  |
| 1995年（平成7年） | 3,831人                                |  |
| 2000年（平成12年） | 0人                                    |  |
| 2005年（平成17年） | 2,439人                                |  |
| 2010年（平成22年） | 2,676人                                |  |
| 2015年（平成27年） | 2,482人                                |  |
| 2020年（令和2年） | 2,273人                                |  |

## 行政

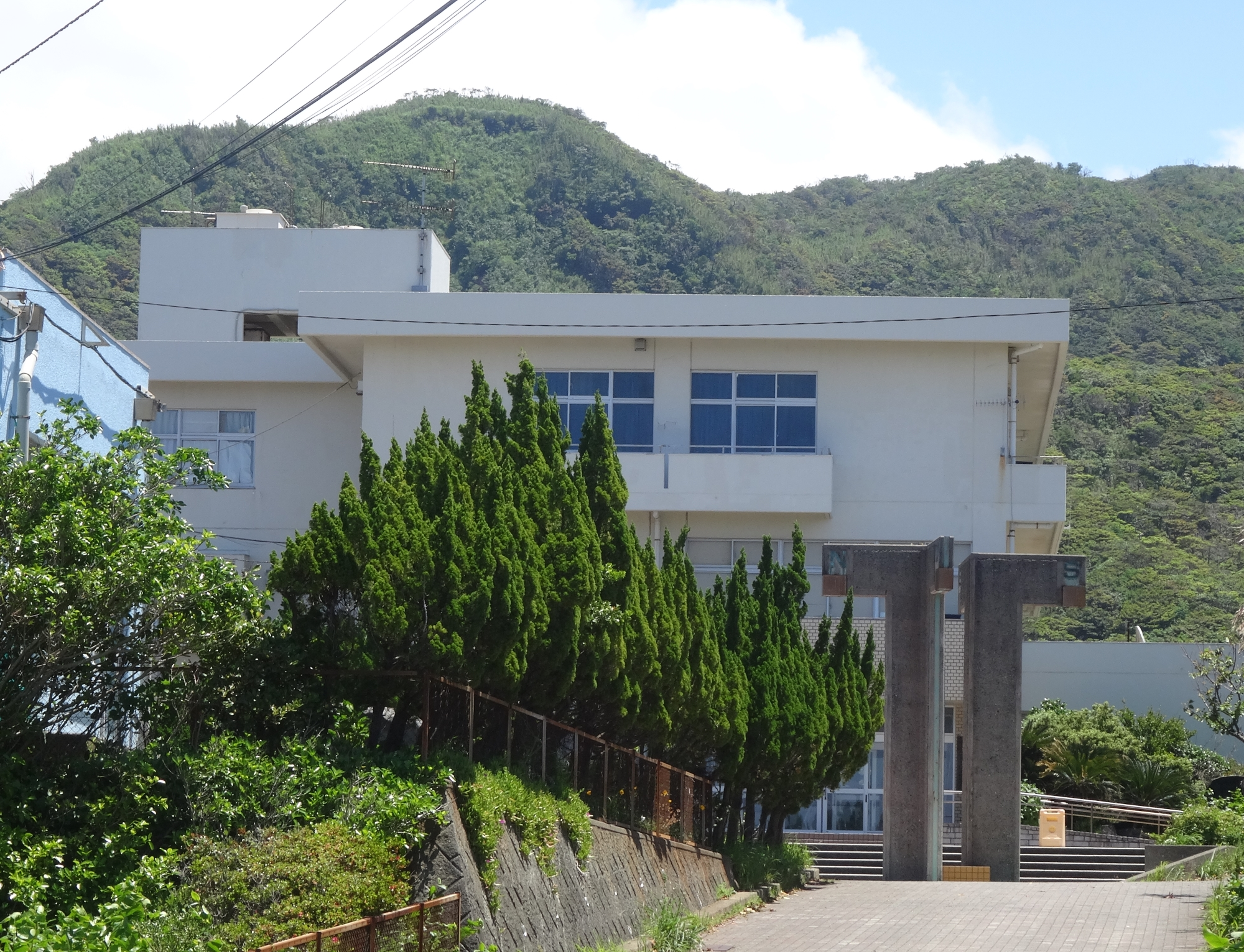
三宅村役場臨時庁舎

- 村長 -  山高亜紀子 （2024年2月15日就任、1期目[10]、東京都内島しょ部の9町村で初の女性首長[10])
- 三宅村役場 - 坪田の庁舎周辺が火山ガス高濃度地区のため、島の西部にある旧阿古小学校校舎を臨時庁舎としている。

三宅村役場臨時庁舎 - 三宅村阿古497

### 歴代村長
特記なき場合『村勢要覧資料集』による。
| 代                 | 氏名               | 就任               | 退任               | 備考               |
| 旧三宅村長（官選） | 旧三宅村長（官選） | 旧三宅村長（官選） | 旧三宅村長（官選） | 旧三宅村長（官選） |
| ------------------ | ------------------ | ------------------ | ------------------ | ------------------ |
|                    | 不詳               |                    |                    |                    |
| 旧三宅村長（公選） |                    |                    |                    |                    |
|                    | 不詳               |                    |                    |                    |
| 三宅村長（公選）   |                    |                    |                    |                    |
| 初-2               | 村上金之助         | 昭和31年2月18日    | 昭和39年2月18日    |                    |
| 3                  | 三池忠信           | 昭和39年2月19日    | 昭和43年2月18日    |                    |
| 4                  | 浅沼潤吉           | 昭和43年2月19日    | 昭和43年10月31日   |                    |
| 5-7                | 大沼良三           | 昭和43年11月28日   | 昭和55年11月27日   |                    |
| 8                  | 山本喜久治         | 昭和55年11月28日   | 昭和59年11月27日   |                    |
| 9-10               | 寺澤晴男           | 昭和59年11月28日   | 平成3年1月28日     |                    |
| 11-12              | 桑原秀雄           | 平成3年2月5日      | 平成8年6月20日     |                    |
| 13                 | 廣瀬直行           | 平成8年7月20日     | 平成12年7月19日    |                    |
| 14                 | 長谷川鴻           | 平成12年7月20日    | 平成16年2月14日    |                    |
| 15-16              | 平野祐康           | 平成16年2月15日    | 平成24年2月14日    |                    |
| 17-18-19           | 櫻田昭正           | 平成24年2月15日    | 令和6年2月14日     |                    |
| 20                 | 山高亜紀子         | 令和6年2月15日     | 現職               |                    |

## 公的機関

### 国の機関
- 気象庁 三宅島火山防災連絡事務所

### 東京都の機関
- 東京都三宅支庁
- 東京都島しょ保健所三宅出張所
- 東京都家畜保健衛生所三宅支所
- 東京都島しょ農林水産総合センター三宅事業所
- 東京都教育庁三宅出張所

### 村の機関
- 三宅村役場

### 警察
- 警視庁三宅島警察署

### 消防
- 三宅村消防本部

## 議会

### 村議会
- 定数：8人[12]
- 任期：2024年2月24日まで
- 議長：谷 寿文（2016年2月25日就任[13]、2020年2月25日再任[14]）
- 副議長：石井 肇（2016年2月25日就任[13]、2020年2月25日再任[14]）
- 常任委員会：総務文化常任委員会、経済厚生常任委員会[15]

### 都議会
2025年東京都議会議員選挙
- 選挙区：島部選挙区
- 定数：1人
- 任期：2025年7月23日 - 2029年7月22日
- 投票日：2025年6月22日
- 当日有権者数：18,912人
- 投票率：58.17％

| 候補者名 | 当落 | 年齢 | 所属党派   | 新旧別 | 得票数  | 備考                                |
| -------- | ---- | ---- | ---------- | ------ | ------- | ----------------------------------- |
| 三宅正彦 | 当   | 53   | 無所属     | 現     | 6,148票 | 2025年6月23日に自民党は追加公認した |
| 伊藤奨   | 落   | 34   | 国民民主党 | 新     | 3,050票 |                                     |
| 奥村光貴 | 落   | 25   | 再生の道   | 新     | 1,449票 |                                     |

### 衆議院
- 選挙区：東京3区（品川区、島嶼部）
- 投票日：2024年10月27日
- 当日有権者数：362,508人
- 投票率：56.83％

| 当落 | 候補者名   | 年齢 | 所属党派     | 新旧別 | 得票数   | 重複 |
| ---- | ---------- | ---- | ------------ | ------ | -------- | ---- |
| 当   | 石原宏高   | 60   | 自由民主党   | 前     | 61,660票 | ○    |
| 比当 | 阿部祐美子 | 60   | 立憲民主党   | 新     | 54,178票 | ○    |
|      | 奥本有里   | 47   | 国民民主党   | 新     | 30,351票 | ○    |
|      | 吉平敏考   | 43   | 日本維新の会 | 新     | 25,745票 | ○    |
|      | 香西克介   | 48   | 日本共産党   | 新     | 12,056票 |      |
|      | 川口めぐみ | 51   | 無所属       | 新     | 8,822票  |      |
|      | 植木洋貴   | 42   | 参政党       | 新     | 8,731票  |      |

## 産業
三宅村の産業は漁業およびくさやの製造。他に明日葉の栽培、焼酎の醸造などがあるが、現在の基幹産業は観光である。年間観光客数は36,186人（2015年）｡かつて行われていた雄山の麓での酪農は、噴火に伴い現在は行われていない。
|                | 産業（大分類）                 | 就業者数 |
| -------------- | ------------------------------ | -------- |
| 第1次産業      | 農業                           | 63       |
| 第1次産業      | 林業                           | 11       |
| 第1次産業      | 漁業                           | 31       |
| 第2次産業      | 建設業                         | 294      |
| 第2次産業      | 製造業                         | 23       |
| 第3次産業      | 電気・ガス・水道業             | 21       |
| 第3次産業      | 運輸・郵便・情報通信業         | 98       |
| 第3次産業      | 卸売・小売業                   | 130      |
| 第3次産業      | 金融・保険・不動産・物品賃貸業 | 20       |
| 第3次産業      | 宿泊・各種サービス・娯楽業     | 377      |
| 第3次産業      | 教育・学習支援業・医療・福祉   | 185      |
| 第3次産業      | 公務                           | 206      |
| 分類不能の産業 | 分類不能の産業                 | 40       |
| 合計           |                                | 1,499    |

## 地域

### 教育
- 三宅村立三宅小学校（小学校3校を統廃合して2007年再開）
- 三宅村立三宅中学校（中学校3校を統廃合して2007年再開）
- 東京都立三宅高等学校

かつて存在した学校
- 三宅村立阿古小学校（廃校）
- 三宅村立坪田小学校（廃校）
- 三宅村立阿古中学校（廃校）
- 三宅村立坪田中学校（廃校）

### 日本郵政グループ
（※2017年7月現在）
- 日本郵便株式会社
  - 三宅島郵便局（神着）
※土曜・休日の午前中にも郵便窓口を営業／ゆうちょ銀行ATMのホリデーサービス実施局
  - 三宅島伊豆郵便局（伊豆）
  - 三宅島伊ヶ谷郵便局（伊ヶ谷）
  - 三宅島阿古郵便局（阿古）
  - 坪田郵便局（坪田）

三宅村内の郵便番号は「100-11xx」「100-12xx」である。

## 交通

### 陸運
- バス
  - 三宅村営バス[18]
- タクシー[19]
  - おしどりハイヤー（坪田）
  - さくまタクシー（坪田）
  - 三宅島交通（神着）
  - 三栄タクシー（阿古）

### 航空
- 三宅島空港
  - 新中央航空[20]：調布飛行場 - 三宅島（所要約50分）。全日空の定期便廃止に伴い2014年4月2日から就航している。
  - 東邦航空：ヘリコミューター[21]。大島 - 三宅島（所要約10分）、三宅島 - 御蔵島（所要約20分）間を結んでいる。
    - エアーニッポン（2012年4月全日空に吸収合併）：羽田 - 三宅島間を結んでいた。2008年4月26日に全日空便として一日一往復運航再開、2014年3月31日に廃止。当日の風向きにより火山ガスの濃度が高くなると予想された場合は欠航となっていた。

### 道路
- 東京都道212号三宅循環線
- 東京都道213号中郷坪田港線
- 東京都道214号伊豆大久保港線

### 船舶

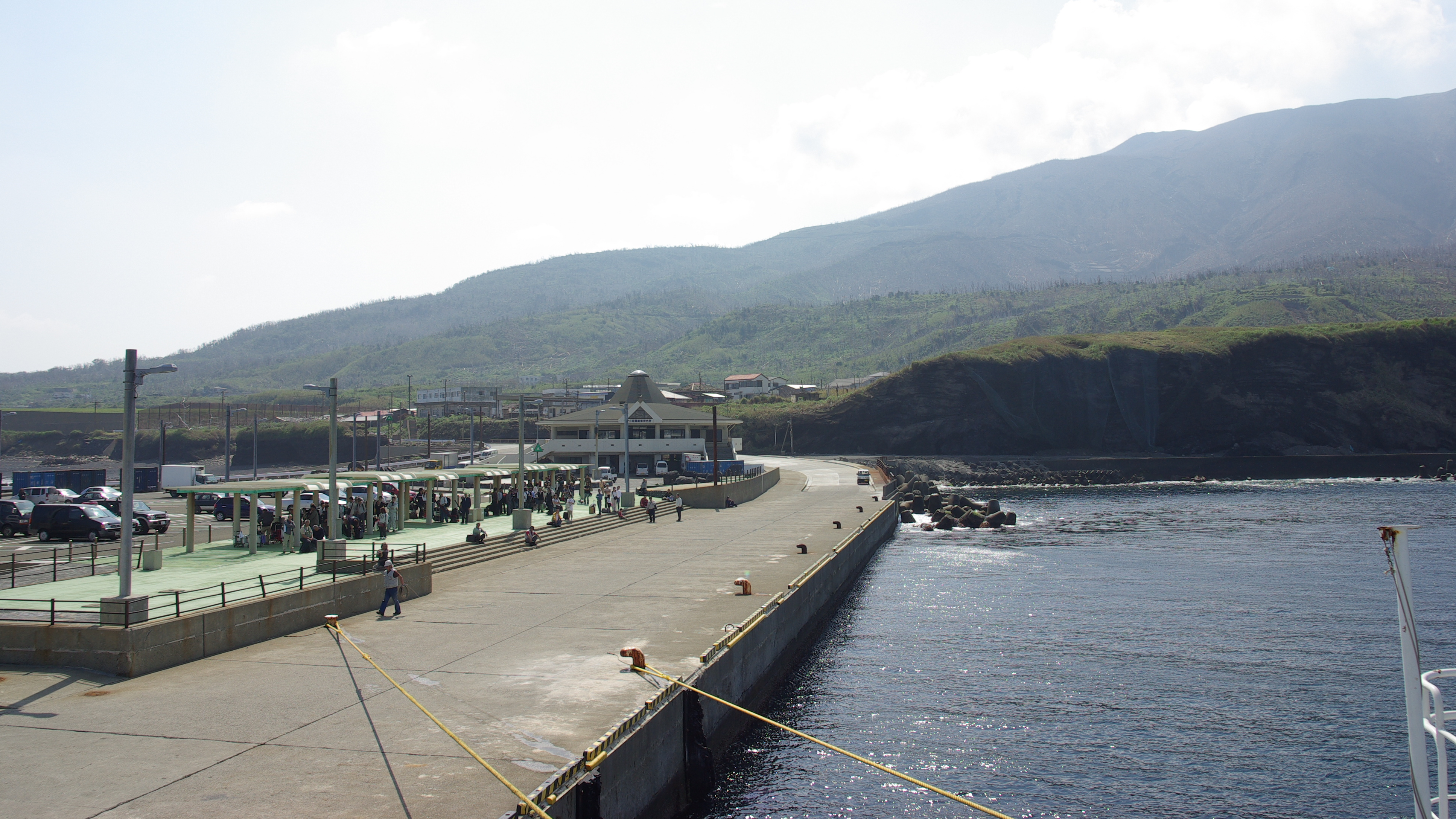
三池港。2008年

- 大久保港（地方港湾）
- 三池港（地方港湾）
  - 東海汽船[22]：客船「橘丸」もしくは「さるびあ丸」が東京竹芝桟橋との間を1日1往復就航している（所要約6時間）。錆ヶ浜港もしくは三池港のどちらかを寄港地とする。現在は三池港が火山性ガスの高濃度地域に指定されているため、錆ヶ浜港が優先的に使用され、錆ヶ浜港の波が高い場合に限り三池港が使用されている。このほか、ごく稀に島北西部にある伊ヶ谷港に寄港する場合もあるので必ず寄港地を確認すること。

超高速ジェット船の就航を期待する声もあるが、本島への航路が国や東京都から補助金を受ける補助航路のため就航することができない、と東海汽船側は説明している。

## 名所・旧跡・観光スポット・祭事・催事

### 自然
神着地区
- 釜の尻海岸

伊豆地区
- 大久保浜
- 伊豆岬

阿古地区
- 火山体験遊歩道
- コシキの穴
- ふるさとの湯（温泉）
- メガネ岩
- 富賀浜
- 七島展望台
- 新澪池跡
- 新鼻新山

坪田地区
- 火の山峠
- 赤場暁
- ひょうたん山
- 三七山展望台
- サタドー岬
- 釜方海岸
- 沖原海岸
- 長太郎池
- 大路池・展望台
- 三宅島自然ふれあいセンター・アカコッコ館

### 神社・寺院
- 御笏神社
- 片菅神社
- 椎取神社
- 南子神社
- 嶽比良神社
- 御祭神社
- 神澤神社
- 后神社
- 富賀神社
- 二宮神社

## 三宅島オートバイレース大会
詳細は、「チャレンジ三宅島モーターサイクルフェスティバル」を参照。
2007年11月、東京都の石原慎太郎知事（当時）の提唱で、火山の噴火による災害の復興策として「チャレンジ三宅島モーターサイクルフェスティバル」が開催された。当初は島内を一周する公道でレースを行う予定だったが、安全性の懸念から断念された。来島者数909人（三宅村発表）。村内の観光イベントとしては、最大規模の来島者を集めた。
三宅村は開催に必要な約3億円（村民1人あたり約10万円）を負担する見込みだったが、レースイベントが縮小されたこともあり経費は大幅に縮小された。
翌2008年は、7月に江東区青海の青海臨時駐車場に特設会場を作り、プレイベントを開催。島民約70人も参加し、オートバイイベントと島の観光物産を融合させた。
「チャレンジ三宅島08モーターサイクルフェスティバル」は、10月17日から3日間開催された。

## 出身者・ゆかりの人物
- 平松譲
- 浅沼稲次郎
- 赤尾敏
- 武者小路実篤